# North Rock Springs
North Rock Springs é uma Região censo-designada localizada no estado norte-americano de Wyoming, no Condado de Sweetwater.

## Demografia
Segundo o censo norte-americano de 2000, a sua população era de 1974 habitantes.

## Geografia
De acordo com o United States Census Bureau tem uma área de
65,9 km², dos quais 65,9 km² cobertos por terra e 0,0 km² cobertos por água.

## Localidades na vizinhança
O diagrama seguinte representa as localidades num raio de 84 km ao redor de North Rock Springs.